# District de Bharatpur
Le District de Bharatpur est un district indien.

## Histoire de la principauté
La principauté de Bharatpur est devenue un protectorat britannique en 1826.
La principauté subsista jusqu'en 1948 puis a été intégrée à l'État de Matsya puis du Rajasthan en 1949.